# 何塞·魯文·薩莫拉
何塞·魯文·薩莫拉·馬羅金（José Rubén Zamora Marroquín，1956年8月19日—）是危地馬拉報紙《第二十一世紀》及《報業》的創辦人， 並且是一位屢獲殊榮及屢遭襲擊或恐嚇的危地馬拉記載者。
於1995年，薩莫拉獲保護記者委員會頒發CPJ国际新闻自由奖及哥伦比亚大学頒發瑪麗亞·摩爾·卡博特獎，於2000年，薩莫拉被國際新聞協會列為世界新聞自由英雄之一。